# Bente Hansen
Bente Hansen (født 4. marts 1940 i Kolding, død 25. april 2022) var en dansk forfatter, journalist og foredragsholder. Hun var tidligere medlem af Socialistisk Folkeparti og Venstresocialisterne og var i løbet af Den Kolde Krig politisk engageret i et utal af solidaritetsbevægelser og ageret arrangør og initiativtager til seminarer og kongresser indenfor politiske og kvindepolitiske områder. Fra 1996 til 2012 var hun medlem af menighedsrådet i Københavns Domkirke.
Hansen døde i april 2022 efter længere tids sygdom.

## Privatliv
Bette Hansen blev født 4. marts 1940 i Kolding og voksede op i Videbæk. Hendes far var dyrlæge Hans Kristian Hansen, hendes mor lærer Grethe Hansen. Hun var nummer to i rækken af otte piger. Skuespiller Litten Hansen er en yngre søster.
Hun flyttede i 1968 sammen med musikeren Benny Holst og blev stedmor for hans to børn; de blev skilt i 1978.

## Karriere

### Politisk liv
Hansen blev interesseret i politik i 1959, da hun mødte unge fra blandt andet Sovjetunionen på et studenterseminar, hvorefter hun blev involveret i den anti-autoritære venstrefløj og senere fik tilnavnet "venstrefløjens forkvinde". Hun var i syv år medlem af Socialistisk Folkeparti (SF) og arbejdede i starten af 1960'erne her især "med traditionelle kvindepolitiske spørgsmål som ligeløn, abort og særbeskatning", og hun var derudover aktiv i Dansk Kvindesamfund ungdomskreds. I 1970 var hun med til sammen med andre udbrydere at danne Venstresocialisterne (VS), hvor hun blev i tre år.
l 1970 opdagede Bente rødstrømpebevægelsen og blev partiløs, idet hun valgte at engagere sig i græsrodsarbejdet, ikke mindst i kvindebevægelsen, hvor hun blev en af de uformelle ledere. I 1971 deltog hun i den første Femølejr.
Hun modtog i 1974 PH-prisen "for sin indsats i kultur- og samfundsmæssig sammenhæng".

### Journalistik
Bente Hansen begyndte sit journalistiske arbejde i 1960 som medredaktør på Algier Frit. Hendes journalistiske arbejde førte hende blandt andet til at blive medredaktør på Politisk Revy (1966- 72) og senere chefredaktør for Dagbladet Information (1976-78). Hun gik senere over til TV, og blev blandt andet Programmedarbejder på Danmarks Radios TV-kulturafdeling i 1985, hvor hun blev indtil 1990.
I 1990 begyndte hun at fokusere mere på sit forfatterskab og holdt i stigende grad flere og flere foredrag. Hendes første udgivelse var i 1967, i form af hendes magisterkonferens Den marxistiske litteraturkritik. Hun er senest udgivet i form af selvbiografien ”Historien findes” fra 2014.

#### Holdninger
I bogen "Kapitalisme, Socialisme, Kommunisme" fra 1971 skrev hun, at med teorien om fredelig sameksistens "..er mange af de socialistiske ideer i Sovjetunionen gået tabt. Der er i det hele taget sket ting fra sovjetisk side, som har gjort det vanskeligt at regne det for et land med socialistiske hensigter". I stedet hyldede hun Maos kinesiske folkerepublik og glædede sig over, at man "..i Kina har gennemført først en stor økonomisk og social revolution og siden hen den store kulturrevolution ..en stor kampagne, hvor man prøvede at undersøge, hvad der burde rettes i tankegang og vaner". Hun var erklæret tilhænger af en voldelig revolution og udtalte, at "Det er ikke de revolutionære, der afgør hvor meget vold, der skal forekomme under en revolution... det afhænger helt af, hvor voldsomt den lille, rige herskerklasse vil vægre sig ved at afgive sin 'ret' til den private ejendomsret. Og af hvor mange støtter disse kan finde i befolkningen, militæret og andre, som er helt vilde med den private ejendomsret."
Bente Hansen definerede i julenummeret 1968 af Kritisk Revy de revolutionære således: "Skolebørn, der ryger hash, aktivister på universitets-, sanerings- og legepladsområderne, det er marxister, trotskister, anarkister og blomsterbørn, det er beatgrupper og kollektiver og små tidsskrifter. Det er unge, der sidder og spjælder for hashhandel, det er en skolelærer, der fik seks måneder i skyggen for at nusse med en voksen elev, og det er en kvinde, der blev sat af bussen, fordi 'man' ikke kunne tåle, at hendes børn græd."